# Johnny Whitworth

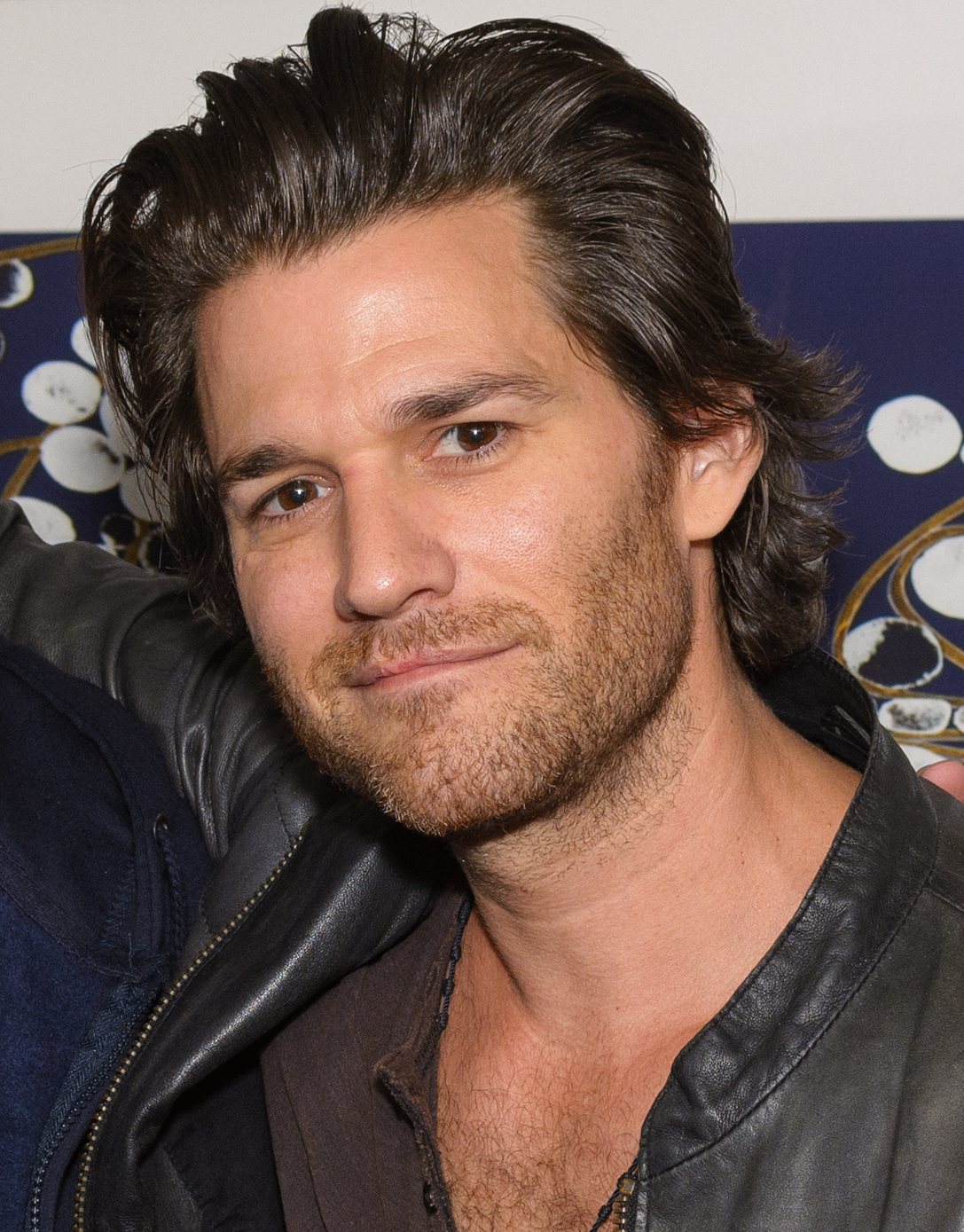
Johnny Whitworth, 2017

Johnny Whitworth (* 31. Oktober 1975 in Charleston, South Carolina) ist ein US-amerikanischer Schauspieler.

## Leben
Whitworth wuchs als Scheidungskind in seinem Geburtsort bei seiner Mutter auf. Später zog er zu seinem Vater nach Dallas, Texas. Mit 18 Jahren versuchte er sich in Los Angeles als Schauspieler und debütierte dort in einer Gastrolle in der erfolgreichen TV-Serie Party of Five.
Sein Filmdebüt gab er 1995 in dem Film Bye Bye Love. Im selben Jahr spielte er auch die Figur des A.J. in dem Film Das Empire Team. Nach einer kurzen Schaffenspause kehrte er in der Grisham-Verfilmung Der Regenmacher auf die große Leinwand zurück. Er bekam außerdem eine wiederkehrende Rolle in der CBS-Serie CSI: Miami, wo er als zwielichtiger Detective Jake Berkeley auftrat, der eine Liaison mit Calleigh Duquenese pflegte. Dies war insofern bemerkenswert, als sein Konkurrent um die Gunst der Ermittlerin der etablierte CSI-Agent Eric Delko war. Vom Ende der fünften bis zum Ende der sechsten Staffel, war Berkeley kein ATF-Agent mehr, sondern ein in Miami tätiger Mordermittler, der mit dem CSI-Team zusammenarbeitete. In der ersten Episode der siebten Staffel kehrte die Figur noch einmal zurück. 2007 spielte Whitworth neben Christian Bale und Russell Crowe in dem Film Todeszug nach Yuma, 2009 mit Gerard Butler in dem Action-Film Gamer. Von 2014 bis 2015 sah man ihn in der Science-Fiction-Fernsehserie The 100. Im Jahr 2020 spielte er die Hauptrolle in Vlad Feiers Thriller Still Here.
Weitere Filme mit Johnny Whitworth sind der Drogenthriller Ohne Limit und das Comic-Sequel Ghost Rider: Spirit of Vengeance. Eine Hauptrolle erhielt er in dem Science-Fiction-Horror-Thriller The A-Frame von Calvin Lee Reeder, der im Juni 2024 beim Tribeca Film Festival seine Premiere feiern soll.

## Filmographie (Auswahl)
- 1995: Das Empire Team (Empire Records)
- 1995: Bye Bye, Love
- 1997: Der Regenmacher (The Rainmaker)
- 1998: In Gottes Hand (In God's Hands)
- 1999: Shadow Hours
- 2003: MTV`s Wuthering Heights
- 2006: Factory Girl
- 2007: Todeszug nach Yuma (3:10 to Yuma)
- 2008: Pathology
- 2009: Gamer
- 2011: Ghost Rider: Spirit of Vengeance
- 2011: Ohne Limit (Limitless)
- 2014–2015: The 100 (Fernsehserie, 10 Folgen)
- 2015–2016: Blindspot (Fernsehserie, 6 Folgen)
- 2017: Colony (Fernsehserie, 1 Folge)
- 2020: Still Here
- 2024: The A-Frame